# Anolis cristatellus
Espèce
Synonymes
- Norops cristatellus (Duméril & Bibron, 1837)
- Ctenonotus cristatellus (Duméril & Bibron, 1837)
- Ctenonotus cristatellus cristatellus (Duméril & Bibron, 1837)
- Anolis lindeni Ruthven, 1912
- Ctenonotus cristatellus wileyae (Grant, 1931)
- Anolis cozumelae Smith, 1939

Anolis cristatellus est une espèce de sauriens de la famille des Dactyloidae.

## Répartition
Cette espèce est originellement endémique du banc de Porto Rico. 
Cette espèce envahissante a été introduite en Floride aux États-Unis, au Yucatán au Mexique, au Costa Rica, à Hispaniola, à la Dominique et à Saint-Martin.

## Description

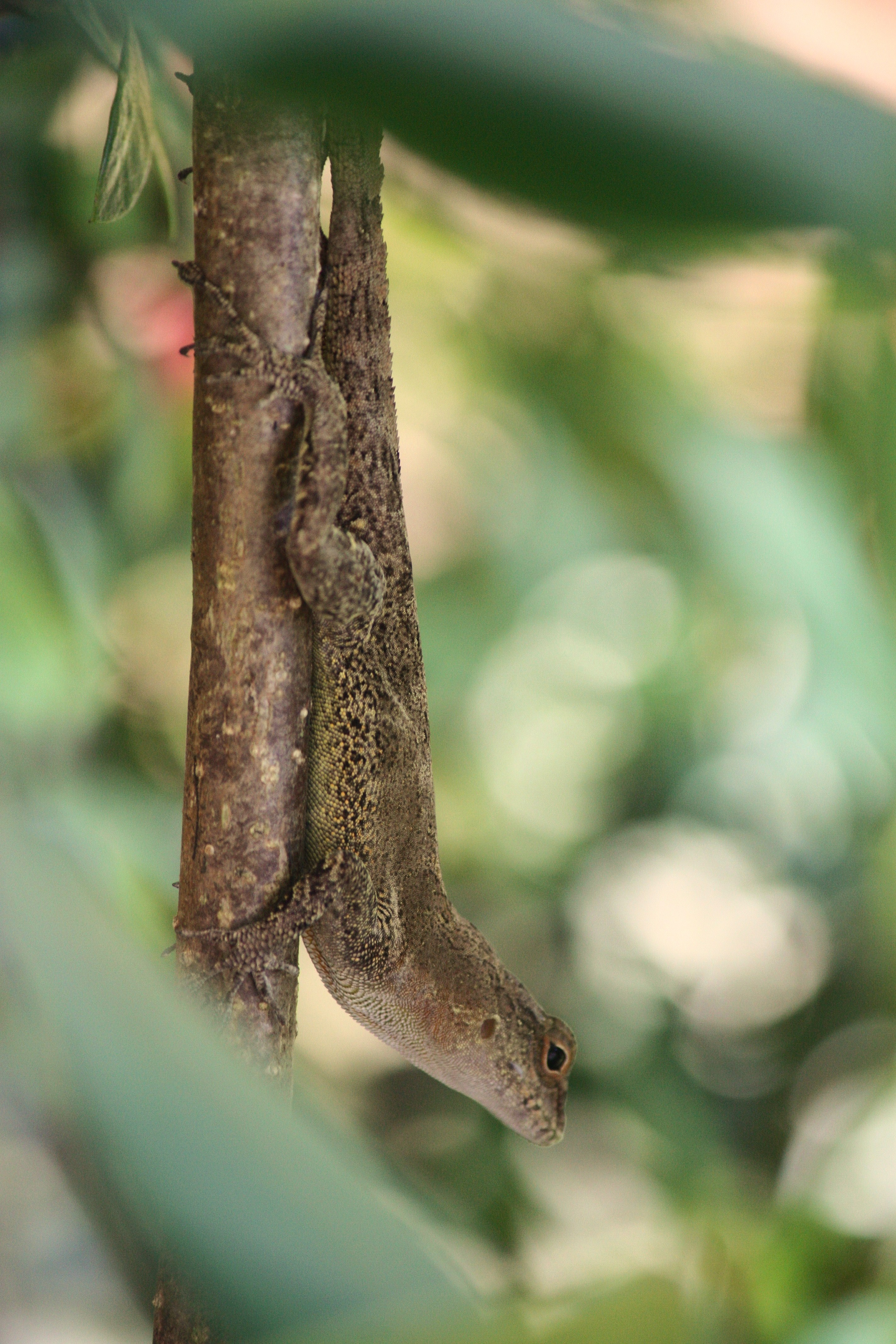
A. cristatellus

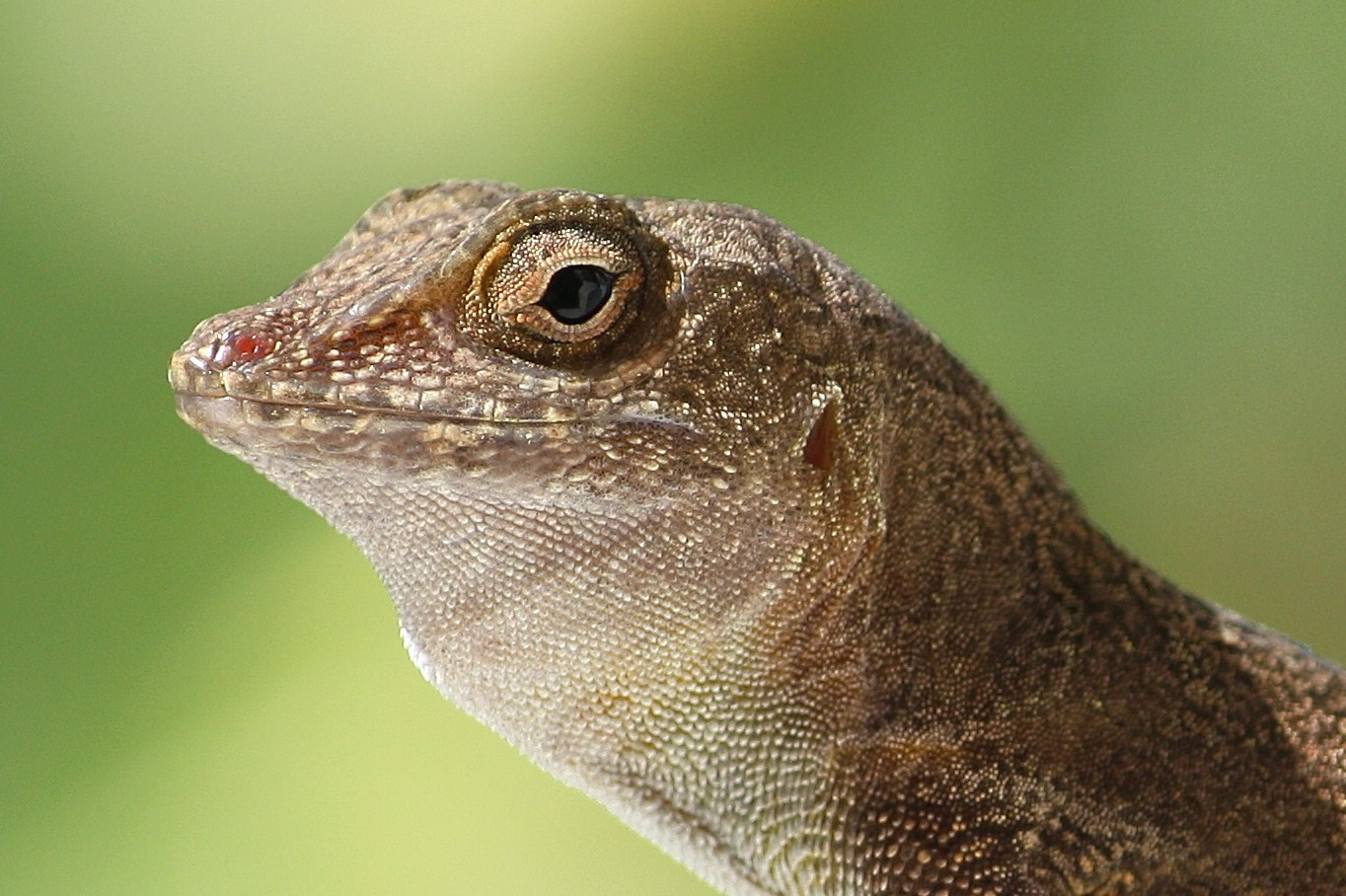
Tête de A. cristatellus

Les mâles mesurent jusqu'à 75 mm et les femelles jusqu'à 73 mm.

## Liste des sous-espèces
Selon The Reptile Database (21 décembre 2012) :
- Anolis cristatellus cristatellus Duméril & Bibron, 1837 de Porto Rico
- Anolis cristatellus wileyae Grant, 1931 des îles Vierges

La sous-espèce Anolis cristatellus wileyae est nommée en l'honneur de Grace Olive Wiley.

## Publications originales
- Duméril & Bibron, 1837 : Erpétologie Générale ou Histoire Naturelle Complète des Reptiles. Librairie. Encyclopédique Roret, Paris, vol. 4, p. 1-570 (texte intégral).
- Grant, 1931 : A new species and two new sub-species of the genus Anolis. Journal of the Department of Agriculture of Porto Rico, vol. 15, p. 219-222.